# Коженна (гміна)
Гміна Коженна (пол. Gmina Korzenna) — сільська гміна у південній Польщі. Належить до Новосондецького повіту Малопольського воєводства.
Станом на 31 грудня 2011 у гміні проживало 13942 особи.

## Площа
Згідно з даними за 2007 рік площа гміни становила 106.78 км², у тому числі:
- орні землі: 71.00%
- ліси: 21.00%

Таким чином, площа гміни становить 6.89% площі повіту.

## Населення
Станом на 31 грудня 2011:
| Опис     | Загалом | Загалом | Чоловіки | Чоловіки | Жінки | Жінки |
| -------- | ------- | ------- | -------- | -------- | ----- | ----- |
| одиниця  | осіб    | %       | осіб     | %        | осіб  | %     |
| все      | 13942   | 100     | 7076     | 50.75    | 6866  | 49.25 |
| міське   | 0       | 100     | 0        |          | 0     |       |
| сільське | 13942   | 100     | 7076     | 50.75    | 6866  | 49.25 |

## Сусідні гміни
Гміна Коженна межує з такими гмінами: Бобова, Ґрибув, Заклічин, Хелмець, Ценжковіце.